# Classe Victoria Louise
A Classe Victoria Louise foi uma classe de cruzadores protegidos operada pela Marinha Imperial Alemã, composta pelo SMS Victoria Louise, SMS Hertha, SMS Freya, SMS Vineta e SMS Hansa. Suas construções começaram a partir de 1896 e foram lançados ao mar em 1897 e 1898, sendo comissionados na frota alemã entre 1898 e 1899. A classe foi encomendada como parte de um programa de construção naval que tinha o objetivo de modernizar a frota de cruzadores da Marinha Imperial, com seu projeto tendo passado por um longo processo de desenvolvimento influenciado pelos desejos de diferentes oficiais e do imperador Guilherme II, mais restrições orçamentárias da Dieta Imperial.
Os cruzadores da Classe Victoria Louise eram armados com uma bateria principal composta por dois canhões de 210 milímetros montados em torres de artilharia individuais. Tinham um comprimento de fora a fora de 110 metros, boca de dezessete metros, calado de seis a sete metros e deslocamento carregado de mais de seis mil toneladas. Seus sistemas de propulsão eram compostos por dez caldeiras a carvão que alimentavam três motores de tripla expansão, que por sua vez giravam três hélices até uma velocidade máxima de dezoito a dezenove nós (34 a 36 quilômetros por hora). Os navios também eram protegidos por um convés blindado cuja espessura ficava entre quarenta e cem milímetros.
Os membros da classe serviram em várias unidades da frota alemã, incluindo no Mar do Caribe, no Sudeste Asiático e na frota principal em casa. O Hertha e o Hansa participaram da subjugação do Levante dos Boxers na China em 1900, enquanto o Vineta se envolveu na Crise Venezuelana de 1902–1903. Todos os cinco foram modernizados entre 1905 e 1911, em seguida servindo como navios-escola para cadetes navais. Foram mobilizados como parte do V Grupo de Reconhecimento quando a Primeira Guerra Mundial começou em 1914, mas rapidamente tirados do serviço de frente e usados em funções secundárias até o fim do conflito em 1918. Eles foram desmontados entre 1920 e 1923.

## Antecedentes
A Marinha Imperial Alemã começou em meados da década de 1880 um programa de construção para modernizar sua frota de cruzadores, com os primeiros sendo os cruzadores protegidos da Classe Irene em 1886, seguidos pelos cruzadores desprotegidos da Classe Schwalbe também em 1886 e o cruzador protegido SMS Kaiserin Augusta em 1890. Os vice-almirantes Alexander von Monts e Friedrich von Hollmann se tornaram no final de 1888, respectivamente, os chefes do Almirantado Imperial e do Escritório Naval Imperial. A construção naval alemã nessa época estava marcada por uma sensação de confusão estratégica; a Marinha Imperial estava ao mesmo tempo construindo quatro couraçados da Classe Brandenburg, necessários para uma estratégia ofensiva, e os navios de defesa de costa da Classe Siegfried e Classe Odin, que eram de uma orientação inerentemente defensiva. Ao mesmo tempo, muitos elementos do comando naval eram a favor da estratégia corsária defendida pela francesa Jeune École.
Hollmann enviou um memorando à Dieta Imperial pedindo dinheiro para um novo programa de construção. Ele pedia por sete novos cruzadores pelos três anos seguintes com o objetivo de substituir as antigas corvetas a vapor que ainda compunham a maior parte da força de cruzadores, argumentando que as corvetas não eram mais adequadas como navios de guerra dada a proliferação de modernos cruzadores desprotegidos e protegidos em várias marinhas ao redor do mundo. Além disso, avanço em motores a vapor aumentaram as velocidades máximas de navios mercantes a níveis em que as corvetas não podiam mais alcança-los. O conselho orçamentário da Dieta criticou o que considerava exigências sem limites da Marinha Imperial. Hollmann tinha pedido três embarcações para o ano fiscal de 1890–1891, mas apenas dois foram autorizados, recebendo os nomes provisórios de "J" e "K". O primeiro se tornou o cruzador desprotegido SMS Gefion, mas um pequeno escândalo em 1891 sobre o "K" – a Marinha Imperial ainda não tinha finalizado o projeto do novo navio quando pediu por mais dinheiro para sua construção – enfureceu a Dieta a ponto desta cancelar o dinheiro para esse cruzador.
Tentativas de conseguir o financiamento para o "K" continuaram pelos três anos, incluindo esforços em 1892 pelo chanceler Leo von Caprivi. A Marinha Imperial tentou novamente no ano fiscal de 1893, mas o Exército Alemão teve seu orçamento aumentado significativamente nesse ano, não deixando fundos disponíveis. Não houve tentativas de conseguir financiamento para o "K" em 1894. Nesta altura a confusão estratégica da década de 1880 estava chegando ao auge; o contra-almirante Alfred von Tirpitz tinha recentemente se tornado o Chefe do Estado-Maior do Alto Comando Naval Imperial e estava finalizando um memorando em que estabeleceria seus planos de desenvolvimento para a Marinha Imperial. As projeções de Tirpitz eram o oposto daquelas da liderança do Escritório Imperial Naval; o primeiro era a favor de cruzadores cujo único propósito seria reforçar a frota em águas domésticas, já o escritório era a favor de uma mistura de cruzadores otimizados para atividades corsárias. Piorando a situação estava o fato de que o Escritório Naval Imperial era o responsável por elaborar os projetos dos navios de guerra, mas os objetivos estratégicos de planos bélicos eram desenvolvidos pelo alto comando.

## Desenvolvimento
O Escritório Imperial Naval começou a trabalhar em outra proposta para "K" no início de 1894, mas o imperador Guilherme II apresentou uma proposta própria em junho para um navio que era claramente inspirado em cruzadores franceses contemporâneos. O escritório decidiu que a embarcação deveria ter, no mínimo, o mesmo tamanho do Gefion e aproximadamente o mesmo preço. Guilherme continuou a apresentar suas ideias, incluindo para dois cruzadores diferentes. Um destes, proposto em outubro, incorporava lições da Primeira Guerra Sino-Japonesa. A Batalha do Rio Yalu aparentemente mostrou a superioridade de cruzadores protegidos armados com canhões de disparo rápido sobre ironclads armados com armas maiores, mas mais lentas. Consequentemente, o imperador incluiu dois canhões de disparo rápido de 210 milímetros na sua proposta.
Hollmann elaborou uma lista de exigências em novembro, incluindo torres de artilharia fechadas e blindadas para as armas de 210 milímetros e uma bateria secundária de canhões de 149 milímetros, mas outros elementos importantes não foram decididos. Ainda permanecia aberta a questão sobre manter um sistema de propulsão tradicional de duas hélices ou repetir o arranjo de três hélices do Kaiserin Augusta. Guilherme no mesmo mês aprovou os parâmetros, com Alfred Dietrich, o Construtor Chefe, preparando uma proposta mais detalhada que foi aprovada pelo imperador em 31 de dezembro. Discussões entre fevereiro e março de 1895 examinaram as questões não resolvidas, mas apenas algumas foram decididas, incluindo uma preferência por caldeiras de tubos d'água (apesar do fabricante ainda continuar em aberto) e inclusão de um armamento contra barcos torpedeiros. Este último estava entre duas opções: uma bateria uniforme de canhões de 50 milímetros ou uma bateria mista de armas de 88 e 37 milímetros; foi considerado que o poder de fogo maior do canhão de 88 milímetros pesava muito mais do que as vantagens de uma bateria uniforme, assim a segunda opção acabou sendo a escolhida.
A Dieta finalmente autorizou a construção de três navios para o ano fiscal de 1895–1896. A proposta do Escritório Imperial Naval foi escolhida e as obras de três cruzadores de seis mil toneladas começaram em 1896, com mais dois navios sendo autorizados para 1896–1897. A Dieta acreditou que essas encomendas indicavam que as preferências da Marinha Imperial por couraçados grandes e mais caros tinham mudado para cruzadores mais baratos, assim as votações foram unânimes. A equipe de projeto nesta altura tinha escolhido o arranjo com três hélices e decidido que as caldeiras viriam de três fabricantes com cinco configurações diferentes para que pudessem ser testadas.
A Classe Victoria Louise, quando comparada ao predecessor Kaiserin Augusta, tinha um deslocamento seis por cento menor, porém tinha um armamento mais poderoso. Também tinha uma razão de comprimento por boca menor, o que reduzia a eficiência hidrodinâmica e desta forma a velocidade máxima. O projeto resultante era uma versão em menor escala dos couraçados da Classe Kaiser Friedrich III, tendo o mesmo mastro do traquete no estilo militar, o mastro principal de poste e a combinação de torres de artilharia e casamatas para a bateria secundária. Dietrich modelou o perfil das embarcações, especialmente o formato da proa, no contemporâneo cruzador protegido estadunidense USS Brooklyn. O projeto estabeleceu um precedente para os posteriores cruzadores blindados, com laterais grandes e volumosas mais proas clipper com rostro.
Os navios mostraram-se insatisfatórios para atuarem com a frota, pois eram muito lentos e careciam de blindagem suficiente. Mesmo assim proporcionaram bom serviço no exterior e como navios-escola. Por essas deficiências, especialmente quando comparados a embarcações posteriores, historiadores frequentemente já criticaram a Classe Victoria Louise. Por outro lado, o historiador Dirk Nottelmann destacou que alguns navios contemporâneos tinham ainda menos blindagem, também comentando o desempenho de cruzadores protegidos na Primeira Guerra Sino-Japonesa, Guerra Hispano-Americana e Guerra Russo-Japonesa. Independentemente, a Classe Victoria Louise, junto com o contemporâneo cruzador blindado SMS Fürst Bismarck, marcaram o início de uma tendência nos cruzadores alemães que durou até a Classe Scharnhorst uma década depois.

## Projeto

### Características

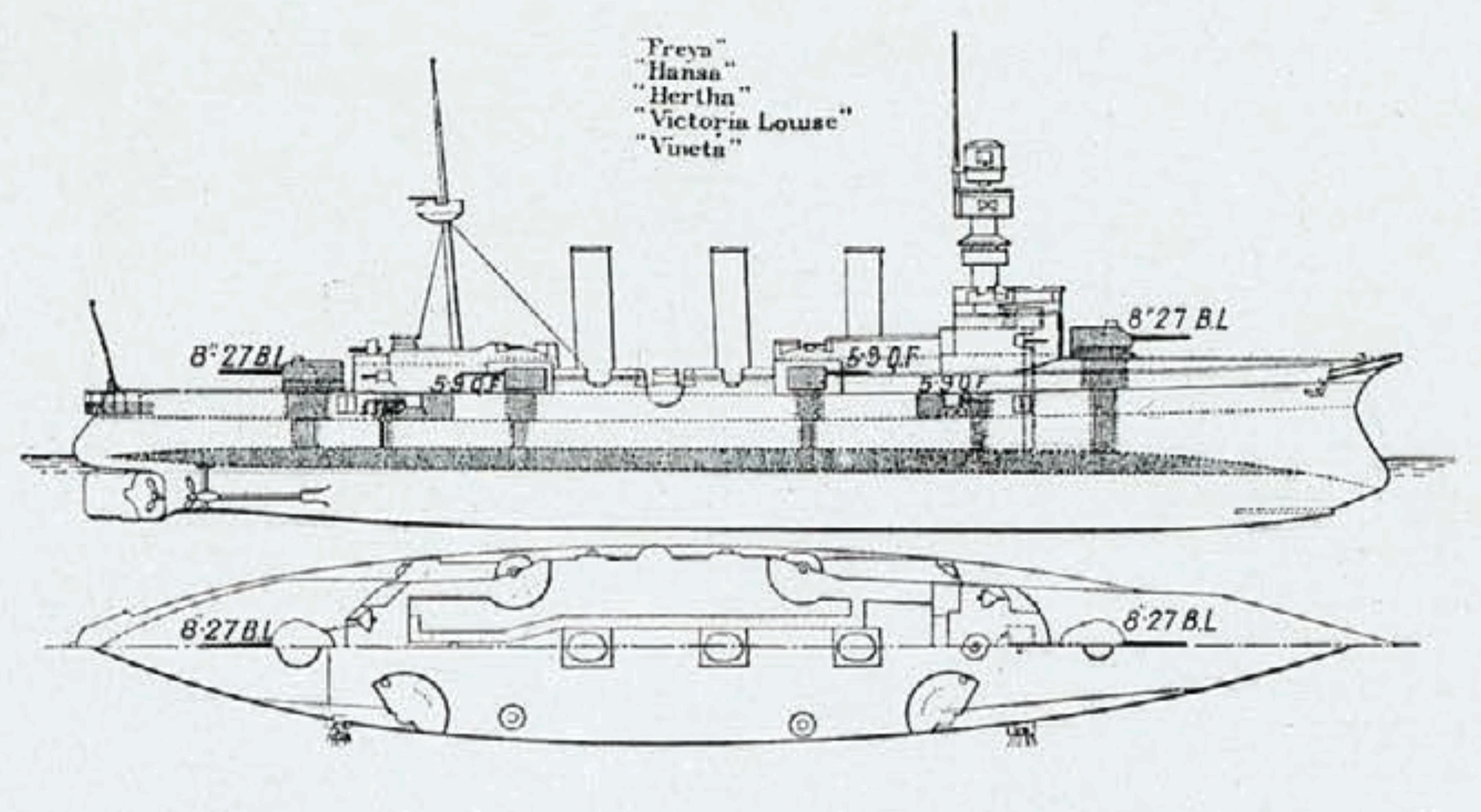
Desenho da Classe Victoria Louise

Os primeiros três navios tinham 109,1 metros de comprimento da linha de flutuação e 110,6 metros de comprimento de fora a fora. Tinham uma boca de 17,4 metros e um calado de 6,58 metros à vante e 6,93 metros à ré. O deslocamento normal era de 5 660 toneladas e o deslocamento carregado de 6 491 toneladas. As duas últimas embarcações tinham dimensões ligeiramente diferentes; tinham 109,8 metros de comprimento da linha de flutuação e 110,5 metros de comprimento de fora a fora. A boca era de 17,6 metros e o calado de 7,08 metros à vante e 7,34 metros à ré. O deslocamento normal era de 5 885 toneladas e o carregado de 6 705 toneladas.
Os cascos foram construídos com armações de aço longitudinais e transversais. Havia uma camada de tábuas de madeira no casco dos dois últimos membros da classe, bem como um revestimento de metal Muntz até um metro acima da linha de flutuação para combater bioincrustações. Os outros navios não receberam o revestimento como uma medida de redução de peso. Os cascos eram subdivididos em doze compartimentos estanques, posteriormente reduzidos para onze, exceto no Freya. Havia um fundo duplo que cobria sessenta por cento do comprimento.
A tripulação era de 31 oficiais e 446 marinheiros, aumentando em nove oficiais e 41 marinheiros quando serviam de capitânia. A tripulação aumentou quando foram transformados em navios-escola, passando a ser de 26 oficiais e 658 marinheiros, 75 dos quais eram cadetes e outros trezentos grumetes. Os cruzadores levavam várias embarcações menores, incluindo três barcos de piquete, um escaler, uma pinaça, dois cúteres, dois yawls e três botes. Estas foram revisadas depois das modernizações, com os botes sendo removidos, o número de barcos de piquete reduzidos para um, uma barca sendo adicionada e o número de escaler e cúteres aumentando em um e cinco, respectivamente.
Foi considerado que os navios da classe tinham uma boa navegabilidade, tendo movimentos gentis e respingando pouca água por conta de seus castelos de proa elevados. Entretanto, tinham a tendência de arfar quando navegavam a favor do vento e inclinavam bastante sob ventos fortes por causa de suas grandes superestruturas. Eram difíceis de manobrar sem a hélice central funcionando. A direção era controlada por um único leme. Perdiam aproximadamente dez por cento da velocidade navegando contra as ondas ou com o leme totalmente virado. Além disso, ficavam cada vez mais instáveis à medida que os depósitos de carvão inferiores eram sendo esvaziados; com depósitos totalmente vazios podiam altear em até quinze graus durante uma virada brusca. As modernizações que passaram entre 1905 e 1911 corrigiram este problema. Tinham uma altura metacêntrica de 56 a 73 centímetros. Eram muitos quentes como originalmente construídos e a ventilação precisou ser melhorada antes de serem comissionados.

### Propulsão
O sistema de propulsão consistia em três motores verticais de tripla expansão com quatro cilindros fabricados pela AG Vulcan. Os motores eram compactos o bastante para caberem abaixo do convés blindado, o que eliminava a necessidade de uma glacis blindada pesada para protegê-los. O vapor era proporcionado por doze caldeiras de tubos d'água a carvão fabricadas por diferentes empresas: as do Victoria Louise e Vineta eram da Dürr AG, do Freya era Niclausse e do Hertha e Hansa eram Belleville. Cada embarcação tinha uma configuração diferente de superfície de aquecimento das caldeiras para que assim pudessem ser avaliadas. A exaustão das caldeiras era canalizada para três chaminés.
Todos os três tipos de caldeiras sofreram de defeitos; as Dürr necessitavam de limpeza frequente dos tubos d'água a fim de impedir acúmulo de incrustação, com a limpeza em si sendo difícil. Os fogões das Belleville eram pequenos e careciam de economizadores, o que fazia com que sua exaustão fosse muito mais quente, enfraquecendo os revestimentos das chaminés e fazendo-as entortar. Além disso, os tubos d'água eram aquecidos desigualmente, necessitando de grande supervisão para impedir a completa evaporação da água e explosões. Os modelos Niclausse também sofria de aquecimento desigual, além da tendência de racharem devido aos materiais de baixa qualidade usados em muitos componentes importantes. Esses problemas, especialmente no Freya, levaram a Marinha Imperial a adotar apenas caldeiras Schulz-Thornycroft ou Marine em navios futuros.
A potência indicada dos motores era de dez mil cavalos-vapor (7 360 quilowatts) para uma velocidade máxima de 19,5 nós (36,1 quilômetros por hora) nos três primeiros navios e 18,5 nós (34,3 quilômetros por hora) nos dois últimos. Como originalmente construídos, podiam carregar até 950 toneladas de carvão, o que proporcionava uma autonomia de 3 412 milhas náuticas (6 319 quilômetros) a uma velocidade de cruzeiro de doze nós (22 quilômetros por hora). As mais eficientes caldeiras Marine instaladas nas modernizações entre 1905 e 1911 aumentaram a autonomia para 3 840 milhas náuticas (7 110 quilômetros) na mesma velocidade. O Victoria Louise e o Hertha foram equipados com quatro geradores que juntos produziam de 224 a 271 quilowatts de energia elétrica a 110 volts, enquanto os outros navios tinha três geradores para 169 a 183 quilowatts na mesma voltagem.

### Armamento

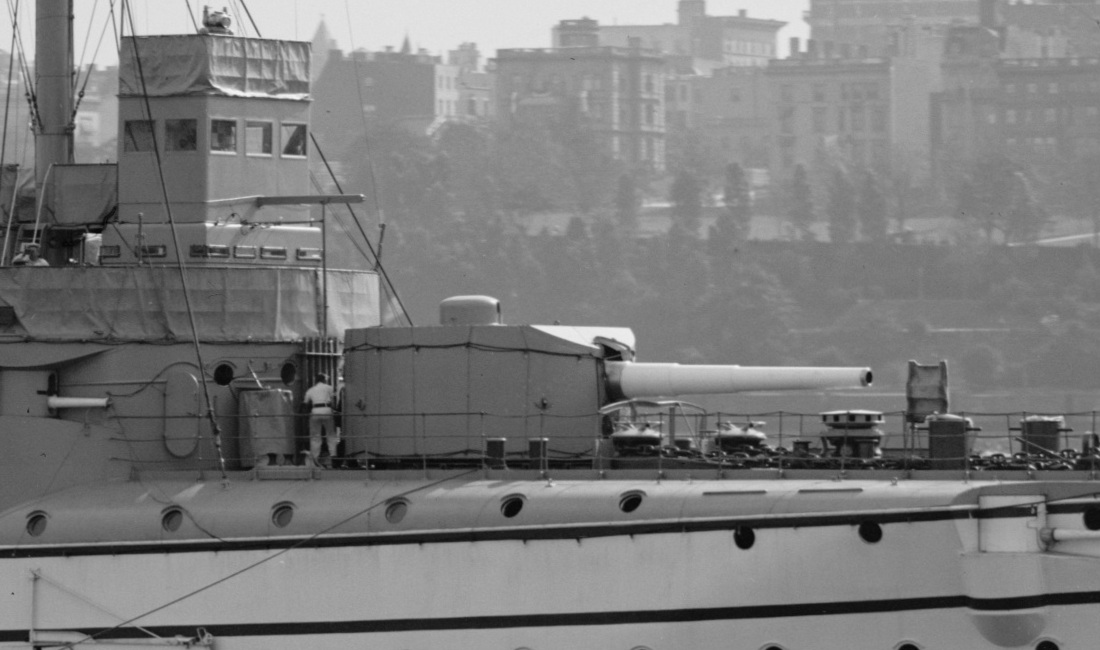
A torre de artilharia principal de vante do Hertha em 1909

O armamento principal consistia em dois canhões calibre 40 de 210 milímetros em duas torres de artilharia individuais, uma à vante e outra à ré. As montagens eram do tipo TL C/97, que eram operadas hidraulicamente e carregadas manualmente. As armas podiam abaixar até cinco graus negativos e elevar até trinta graus, tendo um alcance de 16,3 quilômetros em elevação máxima. Disparavam projéteis de 238 quilogramas a uma velocidade de saída de 780 metros por segundo. O carregamento para cada canhão era de 58 projéteis, divididos em 48 projéteis comum e dez projéteis de aço sólido. A cadência de tiro teórica era de três disparos por minuto, o que as armas do Freya alcançaram durante exercícios em 1902, mas isto provavelmente não podia ser mantido durante combate.
O armamento ofensivo era finalizado por oito canhões calibre 40 de 149 milímetros, quatro em torres de artilharia únicas à meia-nau e quatro em casamatas. Disparavam projéteis perfurantes de 51 quilogramas a uma velocidade de saída de 735 metros por segundo com uma cadência de tiro de quatro a cinco disparos por minuto. Podiam abaixar até sete graus negativos e elevar até vinte graus, o que dava um alcance máximo de 13,7 quilômetros. As armas em casamatas eram elevadas e giradas manualmente, enquanto as torres de artilharia eram operadas eletricamente. Os canhões tinham quatro tipos de projéteis: 63 comuns, 42 altamente explosivos, dez sólidos e cinco shrapnel.
A defesa contra barcos torpedeiros tinha dez canhões calibre 30 de 88 milímetros instaladas em casamatas individuais ou em montagens giratórias. Disparavam projéteis de 7,04 quilogramas a uma velocidade de saída 590 metros por segundo. Tinham uma cadência de tiro de aproximadamente quinze disparos por minuto e um alcance máximo de 6,9 quilômetros. As montagens eram operadas manualmente. Por fim, as embarcações também tinham dez canhões Maxim de 37 milímetros.
Finalizando o armamento, os cinco cruzadores foram equipados com três tubos de torpedo de 450 milímetros, dois em cada lateral e um na proa, todos abaixo da linha de flutuação. O carregamento era de oito torpedos. Estes tinham 5,1 metros de comprimento e uma ogiva de 87,5 quilogramas de trinitrotolueno. Tinham duas configurações de velocidade e distância: 26 nós (48 quilômetros por hora) para um alcance de oitocentos metros ou 32 nós (59 quilômetros por hora) para quinhentos metros.

### Blindagem
A blindagem era feita de aço Krupp. O convés principal tinha quarenta milímetros de espessura com laterais inclinadas de cem milímetros. A torre de comando de vante tinha laterais de 150 milímetros e teto de trinta milímetros. A torre de comando de ré recebeu proteção apenas contra estilhaços com laterais de doze milímetros. As torres de artilharia principais e secundárias tinham laterais de cem milímetros e tetos de trinta milímetros. As casamatas tinham cem milímetros. Os navios tinham ensecadeiras de cortiça.

### Modificações

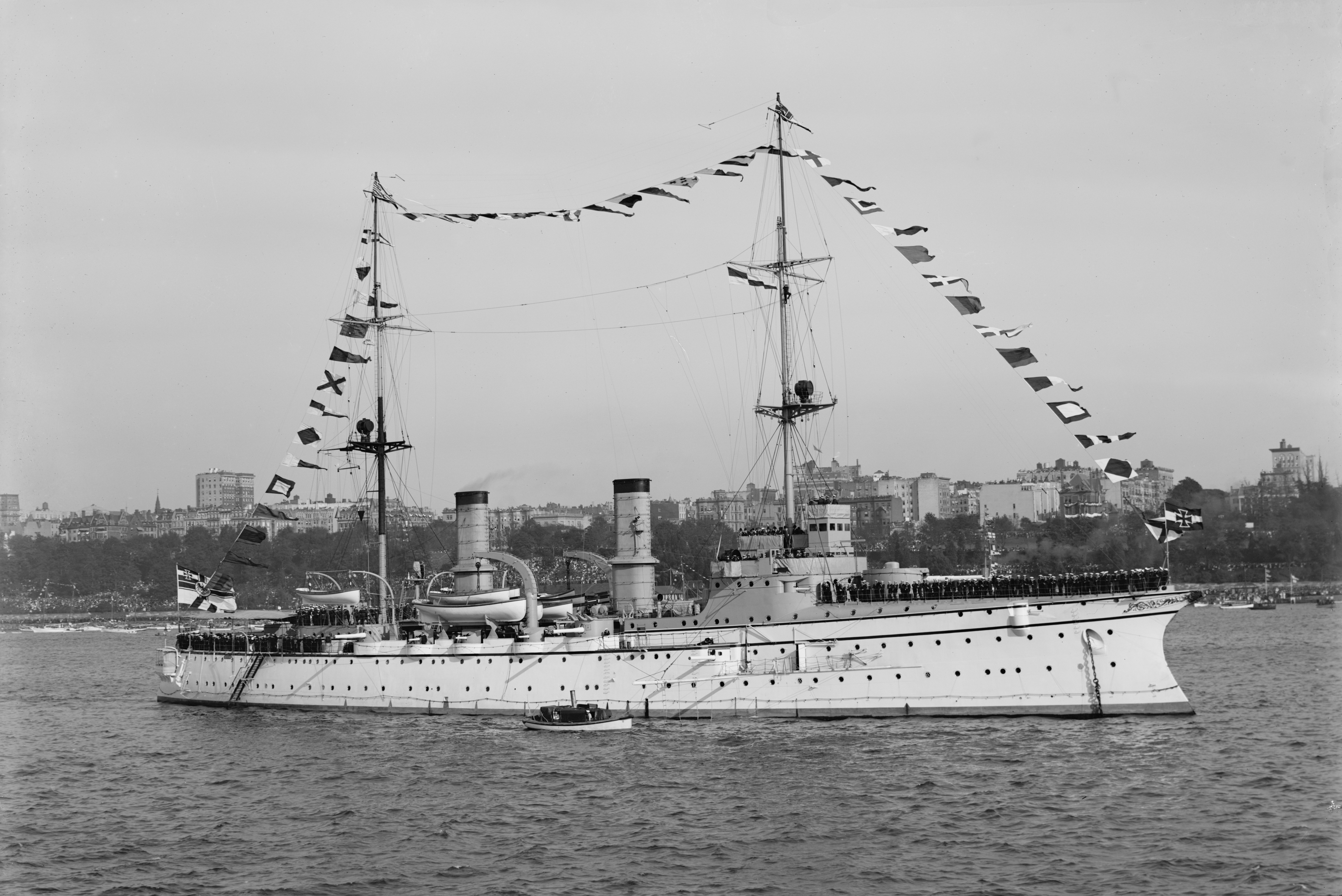
O Hertha em 1909 após modernização

O Vineta, enquanto servia de navio-escola de artilharia, recebeu um tubo de torpedo giratório para testes. Ele podia girar em um arco de 45 a setenta graus a partir da linha central. Essa montagem não foi bem sucedida e não foi colocada em outros navios.
Todos os cruzadores foram modernizados entre 1905 e 1911. Os mastros militares foram removidos para reduzir peso, o que melhorou a manobrabilidade. Todos, exceto o Freya, receberam novas caldeiras Marine e as chaminés foram reduzidas para duas. Dois canhões de 149 milímetros e todos os Maxim foram removidos por conta do aumento de tamanho e poder de fogo dos mais recentes barcos torpedeiros e contratorpedeiros, algo que tinha reduzido a eficácia dessas armas. Mais um canhão calibre 30 de 88 milímetros foi adicionado, junto com três armas calibre 35 de 88 milímetros para que assim as tripulações pudessem treinar com os dois modelos.
O Freya passou por mais reformas entre 1911 e 1913, desta vez recebendo as novas caldeiras e tendo seu número de chaminés reduzido, assim como já havia sido feito com seus irmãos. O Victoria Louise recebeu uma ponte de comando aberta em 1912, o único membro da classe a ter uma. Todos os navios foram desarmados em 1916, novamente exceto o Freya, que para atuar como navio-escola de artilharia foi reequipado com um canhão de 149 milímetros, quatro canhões calibre 45 de 105 milímetros e catorze canhões de 88 milímetros nas duas versões calibre 30 e 35. Seus tubos de torpedo foram removidos em abril de 1918. Nesta altura seu armamento tinha sido revisado outra vez, estando em dois canhões de 149 milímetros e quatro de 105 milímetros.

## Navios
| Navio           | Construtor                   | Batimento               | Lançamento            | Comissionamento         | Destino             |
| --------------- | ---------------------------- | ----------------------- | --------------------- | ----------------------- | ------------------- |
| Victoria Louise | AG Weser                     | 8 ou 9 de abril de 1896 | 29 de março de 1897   | 20 de fevereiro de 1899 | Desmontado em 1923  |
| Hertha          | AG Vulcan                    | 15 de fevereiro de 1896 | 14 de abril de 1897   | 23 de julho de 1898     | Desmontado em 1920  |
| Freya           | Estaleiro Imperial de Danzig | 2 de janeiro de 1896    | 27 de abril de 1897   | 20 de outubro de 1898   | Desmontado em 1921  |
| Vineta          | Estaleiro Imperial de Danzig | 10 de agosto de 1896    | 9 de dezembro de 1897 | 13 de setembro de 1899  | Desmontados em 1920 |
| Hansa           | AG Vulcan                    | 23 de julho de 1896     | 12 de março de 1898   | 20 de abril de 1899     | Desmontados em 1920 |

## Carreiras

### Victoria Louise

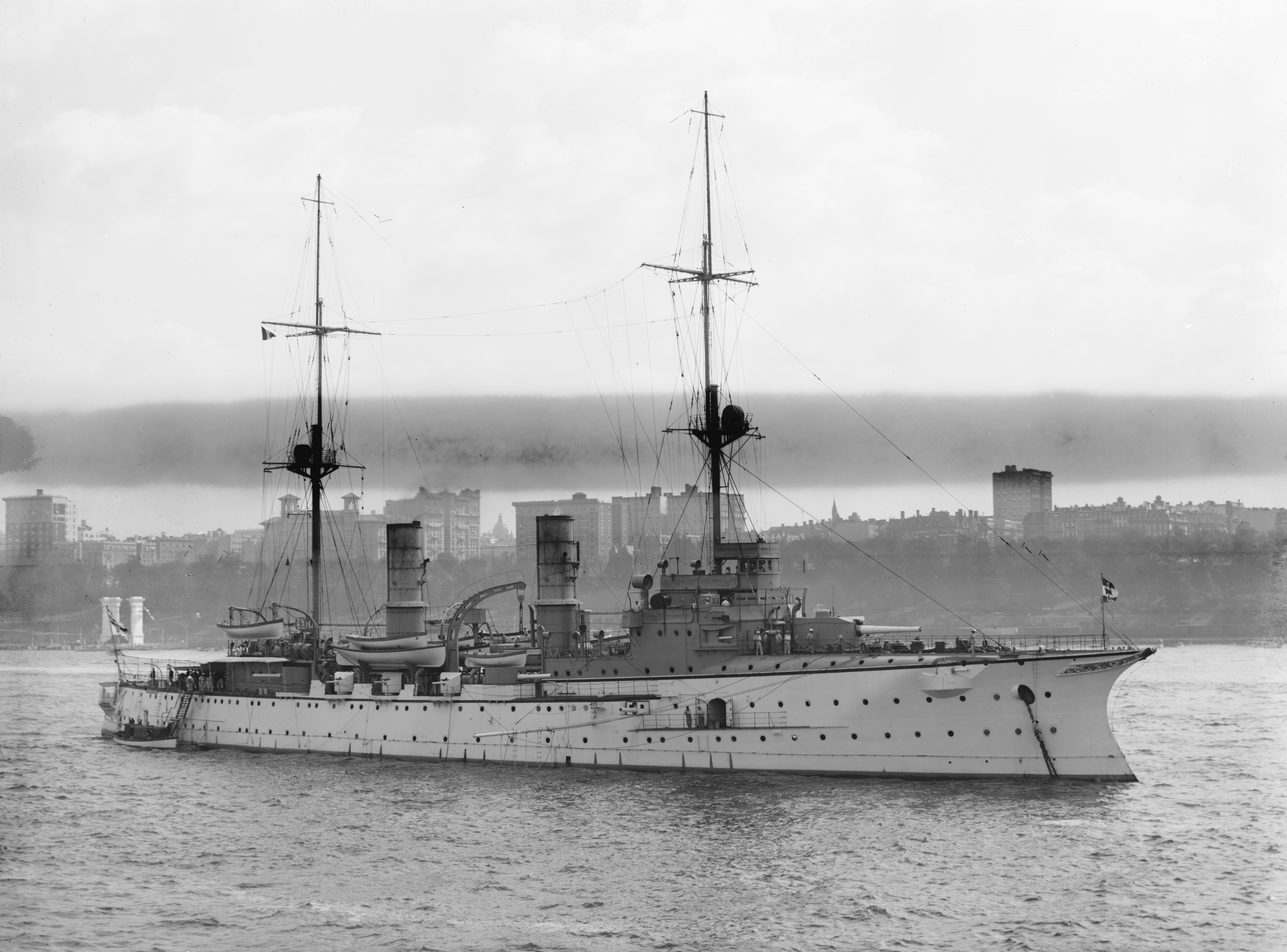
O Victoria Louise em 1909

O Victoria Louise passou os primeiro sete anos da sua carreira atuando com a frota alemã em casa. Durante este período foi designado para a I Esquadra de Batalha e ocupou-se principalmente de exercícios de rotina. Durante algumas das manobras de frota chegou a servir de capitânia para comandantes de esquadra. Representou a Alemanha no funeral da rainha Vitória do Reino Unido no início de 1901. Foi transferido em 1903 para o I Grupo de Reconhecimento e mais tarde no mesmo ano fez um cruzeiro para a Espanha.
Foi modernizado em 1906 e usado como navio-escola para cadetes a partir de 1908, visitando os Estados Unidos no ano seguinte. A Primeira Guerra Mundial começou em 1914 e o cruzador foi mobilizado como parte do V Grupo de Reconhecimento. Foi atacado pelo submarino britânico HMS E1 enquanto patrulhava o Mar Báltico em outubro, mas não foi atingido, tendo sido a única vez que algum membro da classe enfrentou forças inimigas durante a guerra. O incidente parcialmente fez o comando naval a tirar de serviço os cinco membros da Classe Victoria Louise. O navio em seguida foi usado como depósito e alojamento flutuante em Danzig pelo restante do conflito. Foi vendido em 1919 e convertido em um cargueiro, porém serviu como tal apenas até 1923 e foi então desmontado.

### Hertha

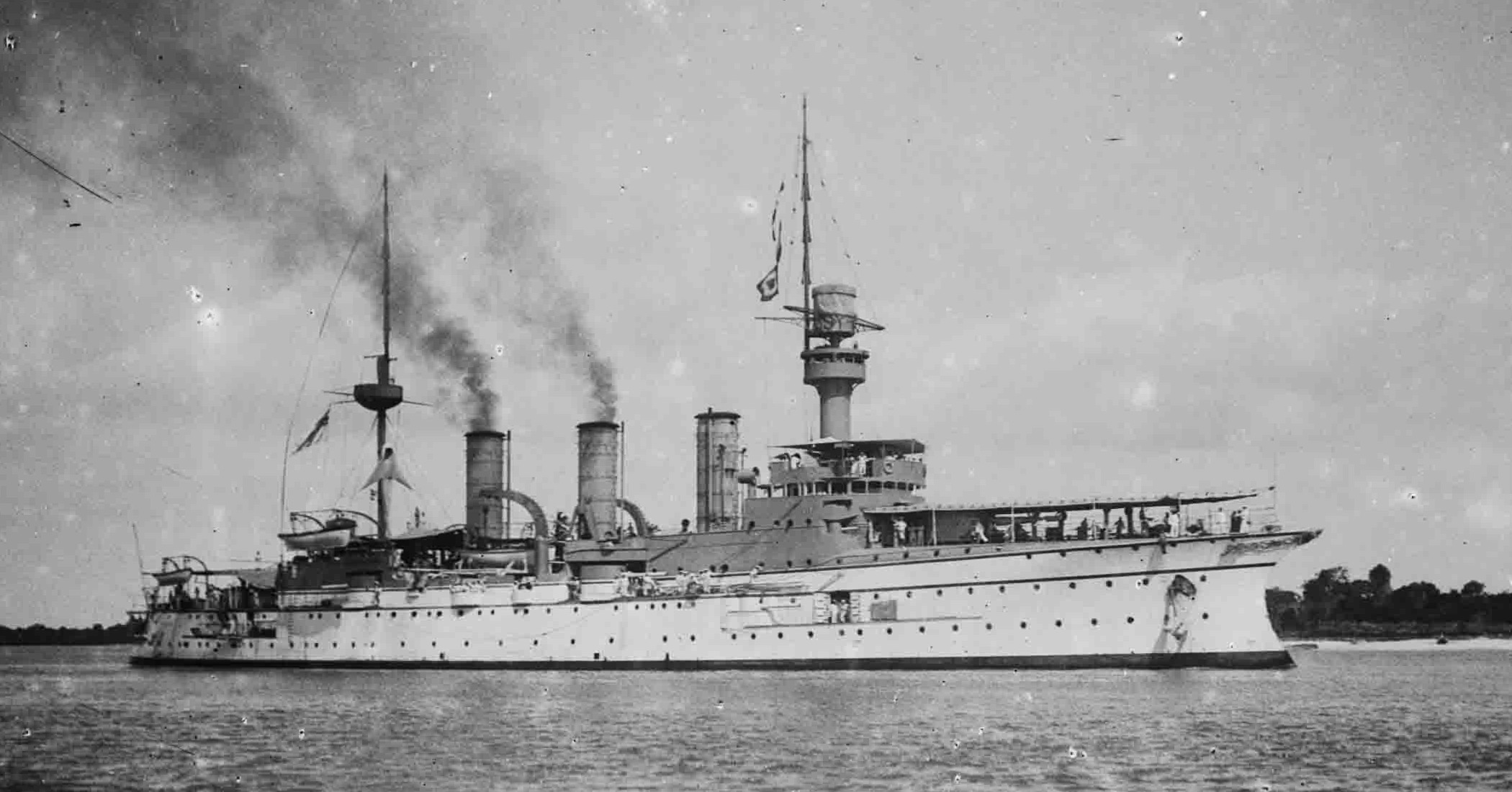
O Hertha em 1905

A primeira operação do Hertha foi escoltar o iate imperial SMY Hohenzollern com o imperador a bordo em uma viagem pelo Mar Mediterrâneo; enquanto estava lá, recebeu ordens de se juntar à Esquadra da Ásia Oriental. Operou no Sudeste Asiático pelos seis anos seguintes, com sua tripulação tendo uma participação significativa no Levante dos Boxers na China em 1900; o navio contribuiu com equipes de desembarque para uma expedição para Pequim e para uma força que capturou os Fortes da Taku. Os quatro anos seguintes foram tranquilos, mas no final de 1904 estava necessitando de manutenção e assim voltou para a Alemanha.
Foi modernizado ao chegar em 1905 e, ao final das reformas em 1908, começou a ser usado como navio-escola. O Hertha fex vários cruzeiros de treinamento pelos anos seguintes, incluindo uma visita aos Estados Unidos em 1909. Navegou junto com a Divisão do Mediterrâneo  de 1912 a 1913. Depois disso retornou para a América do Norte com o objetivo de proteger os interesses alemães durante a Revolução Mexicana. Foi o último grande navio alemão a visitar o Reino Unido antes do início da Primeira Guerra Mundial. Foi mobilizado no V Grupo de Reconhecimento com o início do conflito, mas serviu na linha de frente apenas brevemente. Passou a ser usado em 1915 como alojamento flutuante e foi desmontado em 1920.

### Freya

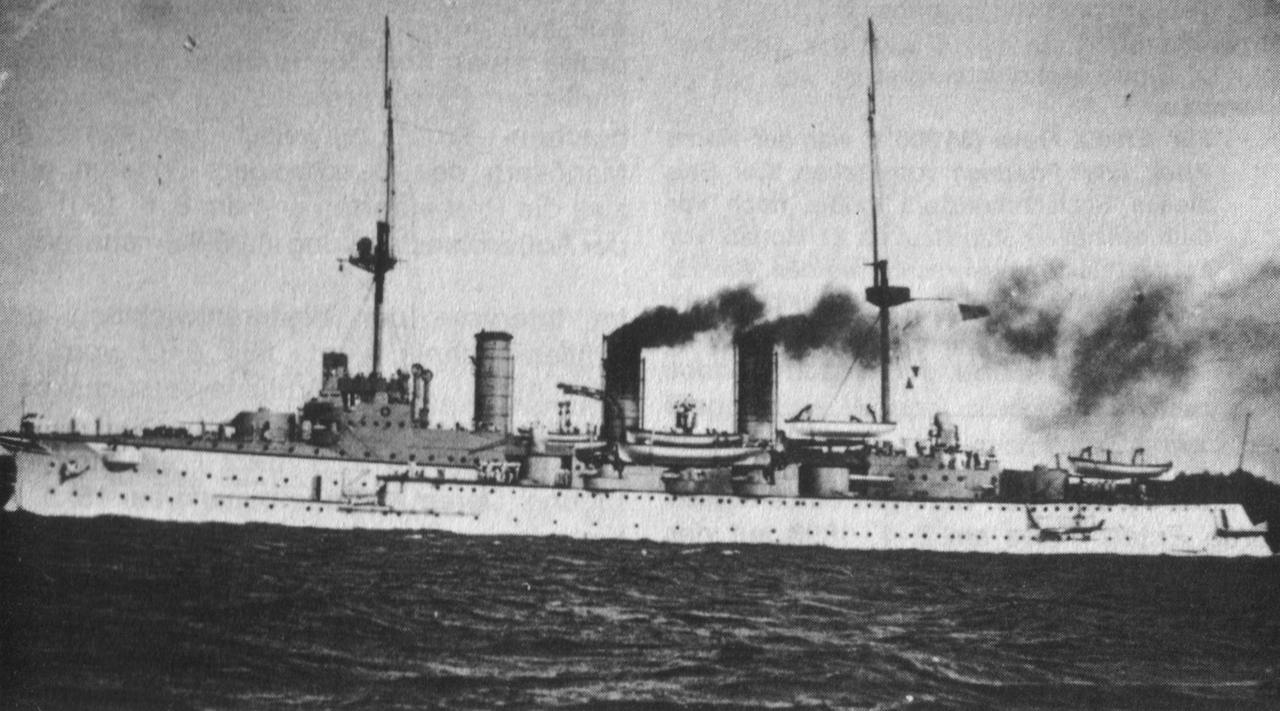
O Freya c. 1910

O Freya serviu como navio-escola de artilharia durante os primeiros anos de sua carreira, não servindo no exterior como seus irmãos principalmente por conta dos diversos problemas de suas caldeiras. Consequentemente, teve uma carreira relativamente tranquila; além de realizar treinos de artilharia, participou de exercícios com o resto da frota entre 1901 e 1904. Passou por uma modernização entre 1905 e 1907 e foi usado como navio-escola para cadetes, realizando vários cruzeiros de treinamento pelos anos seguintes. Durante uma viagem para o Canadá em 1908 acidentalmente abalroou e afundou uma escuna canadense, matando nove pessoas.
Passou por outra modernização entre 1911 e 1913, durante a qual suas problemáticas caldeiras foram finalmente substituídas, sendo colocado na reserva logo em seguida. A Primeira Guerra Mundial começou em meados de 1914 e o Freya foi mobilizado junto com seus irmãos no V Grupo de Reconhecimento, mas serviu nesta função apenas brevemente. Um incidente envolvendo um dos seus tubos de torpedo quase afundou o cruzador apenas dias depois de ser recomissionado, com dois marinheiros morrendo. Passou por reparos e retomou sua função anterior de navio-escola, exercendo-a até o final da guerra no final de 1918. Foi desmontado em 1921.

### Vineta

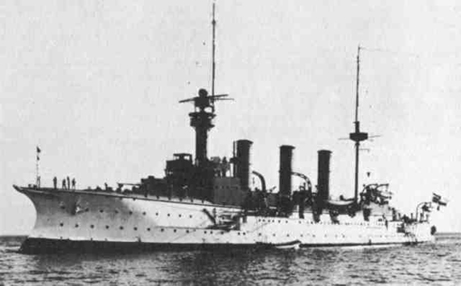
O Vineta em 1904

O Vineta passou seus primeiros anos atuando na América do Norte e Mar do Caribe a fim de proteger os interesses alemães na região. Durante esta época se envolveu na Crise Venezuelana de 1902–1903 e bombardeou várias fortificações venezuelanas, incluindo o Forte de San Carlos de la Barra. Durante a viagem o cruzador sofreu de um incêndio em um depósito de munição que revelou para a Marinha Imperial a instabilidade de suas cargas de propelente, o que levou a uma reformulação de procedimentos que posteriormente salvou vários navios durante a Primeira Guerra Mundial. O Vineta voltou para casa em 1905, mas primeiro parou no Sudoeste Africano Alemão e na África Ocidental Alemã. Foi então usado como navio-escola de torpedos de 1906 a 1908.
Foi modernizado de 1909 a 1911 e utilizado como navio-escola, realizando cruzeiros pelos anos seguintes. Estava no Mar Mediterrâneo em novembro de 1912 e participou de um protesto internacional contra a Primeira Guerra Balcânica. Fez outra viagem pelo Mar do Caribe no início de 1914 e embarcou o deposto presidente haitiano Michel Oreste para levá-lo ao exílio. Foi mobilizado no V Grupo de Reconhecimento com o início da Primeira Guerra Mundial, mas foi logo tirado de serviço e usado a partir de 1915 como alojamento flutuante. Foi desmontado em 1920.

### Hansa

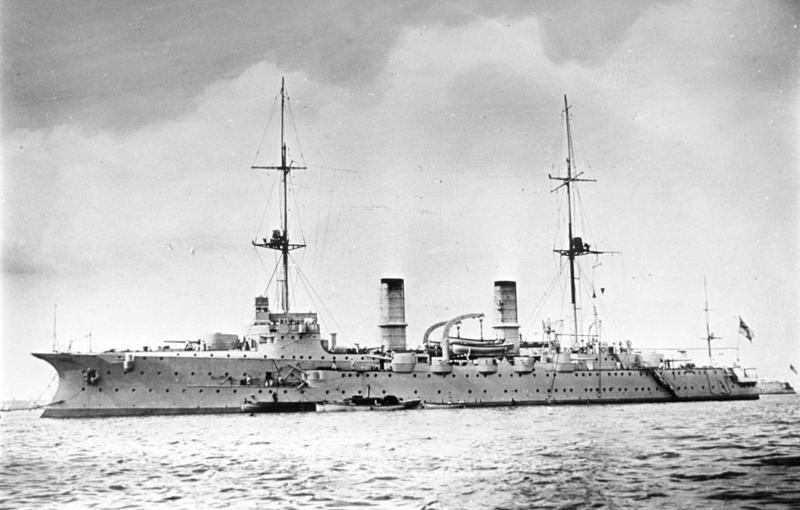
O Hansa c. 1909–1914

O Hansa passou seus primeiros seis anos de serviço atuando como parte da Esquadra da Ásia Oriental, participando em 1900 do Levante dos Boxers na China e contribuindo com homens para a força que capturou os Fortes de Taku e da expedição fracassada para Pequim. Pelos anos seguintes ficou fazendo viagens pela região, visitando vários portos. Em 1903 o imperador Meiji do Japão subiu a bordo durante uma revista naval. O Hansa evacuou cidadãos alemães da Coreia após o início da Guerra Russo-Japonesa em fevereiro de 1904, enquanto em agosto participou do internamento do couraçado russo Tsesarevich depois da Batalha do Mar Amarelo.
Voltou para a Alemanha em 1906 e foi modernizado até 1909, quando então foi colocado como navio-escola. Pelos anos seguintes realizou vários cruzeiros de treinamento, incluindo uma grande viagem pelo Mediterrâneo entre 1909 e 1910 e duas para os Estados Unidos, primeiro de 1911 a 1912 e a outra em 1913. Uma última viagem internacional para o Mediterrâneo terminou em março de 1914, com a Primeira Guerra Mundial começando alguns meses. Foi colocado com seus irmãos no V Grupo de Reconhecimento, mas também permaneceu apenas brevemente. Foi usado a partir de 1915 como alojamento flutuante e desmontado em 1920.